# غريغوري سيغال
غريغوري سيغال (بالإنجليزية: Gregory Segal)‏ هو منتج أفلام أمريكي، ولد في 22 مايو 1970.

## وصلات خارجية
- غريغوري سيغال على موقع IMDb (الإنجليزية)
- غريغوري سيغال على موقع قاعدة بيانات الفيلم (الإنجليزية)